# Flughafen Assuan

i8
i11
i13
Der Flughafen Assuan (arabisch مطار اسوان الدولي, englisch Aswan International Airport, IATA-Code: ASW, ICAO-Code: HESN) ist ein Flughafen bei Assuan in Ägypten.

## Lage und Anfahrt
Der Flughafen liegt in unmittelbarer Nähe zum Assuan-Staudamm und 16 Kilometer südwestlich von Assuan.

## Flugplatzmerkmale
Der Tower (TWR) sendet und empfängt auf der Frequenz: 118.3 MHz. Der Flughafen verfügt über verschiedene Navigationshilfen.
Die Start- und Landebahn 17/35 verfügt über ein Instrumentenlandesystem (ILS). Das Drehfunkfeuer (VOR) sendet auf Frequenz 112.3 MHz mit der Kennung ASN. Ein Distance Measuring Equipment (DME) ist vorhanden.

## Zwischenfälle
Am 20. März 1969 verunglückte eine Iljuschin Il-18D der United Arab Airlines (Luftfahrzeugkennzeichen SU-APC) aus Dschidda in Saudi-Arabien kommend beim Landeanflug auf Assuan und ging in Flammen auf. Dabei kamen 100 Personen ums Leben, fünf Passagiere überlebten. Zum Unfallzeitpunkt betrug die Sicht etwa zwei bis drei Kilometer. Beim Anflug im Sandsturm auf den schlecht ausgerüsteten Flughafen flogen die Piloten unter die Entscheidungshöhe, auch bedingt durch ihre starke Übermüdung aufgrund überlanger Dienstzeiten ohne geeignete Ruhezeiten (siehe auch Flugunfall einer Iljuschin Il-18 der United Arab Airlines bei Assuan).